# Condado de Bailén
El condado de Bailén es un título nobiliario español. Su primer titular fue Rodrigo Ponce de León y Castro después de que Bailen fuese excluido «del mayorazgo del estado de Arcos en una transacción rubricada en 1 de septiembre de dicho año (1522), por la que la ya villa pasaba a manos del hijo de don Manuel Ponce de León, don Rodrigo Ponce de León, a cambio de veinte mil ducados de oro». La denominación del condado, no obstante, «vino definida por la costumbre, más que por la legitimación jurídica en un primer momento».
Su nombre se refiere al municipio andaluz de Bailén, en la provincia de Jaén. El señorío de Bailén, germen del posterior condado homónimo, se había incorporado en el siglo XIV a la casa de Ponce de León en la descendencia Pedro Ponce de León, IV señor de Marchena con Sancha de Baeza (o de Haro), señora de Bailén.

## Condes de Bailén
- Rodrigo Ponce de León y Castro, I conde de Bailén,[5][b] Era hijo de Manuel Ponce de León y Núñez —hijo legitimado de Juan Ponce de León y Ayala, II conde de Arcos y VI señor de Marchena, y de su amante Leonor Núñez, con quien contrajo matrimonio después de enviudar de su primera esposa—,[6] y de Guiomar de Castro y Niño, hija de Pedro Niño y de Isabel de Castro.[7][8]

Se casó con Blanca de Sandoval y Guzmán, hija de Pedro de Fuentes, señor de Fuentes, y de Juana de Guzmán, viuda de Diego Ramírez de Segarra. Le sucedió su hijo:
- Manuel Ponce de León y Guzmán (m. Metz), II conde de Bailén,[10]

Se casó con Catalina Fernández de Córdoba, hija de Francisco (o Juan) Pacheco de Córdoba, señor de Almunia, y de María de Córdoba. Le sucedió su hijo:
- Rodrigo Ponce de León y Fernández de Córdoba, III conde de Bailén,[10] conde de Casares, duque de Arcos y marqués de Zahara,[11] soltero y sin descendencia legítima. Tuvo una hija llamada Catalina Ponce de León que casó con Diego de Cárdenas y que después pleitaría por condado de Bailén.[10] Le sucedió su primo hermano:

- Pedro Ponce de León y Portocarrero (m. 1618), IV conde de Bailén,[12] hijo de Juan Ponce de León y Guzmán e Isabel Portocarrero.[13] Su padre había sido condenado por herejía en 1559 por el Santo Oficio de Sevilla y tuvo que pleitear en 1584 contra el duque de Arcos quien alegaba que no podía heredar el mayorazgo o el título por ser hijo de un hereje.[14]  Ganó el pleito en 10 de enero de 1594 y debió conseguir la licencia expresa del rey para ostentar el título en contra de la opinión de la Real Chancillería de Granada.[15]

Se casó con Mariana Manuel de Lancaster, hija de Ruy Martínez de Vasconcelos, de quien no hubo sucesión. A su muerte hubo otro pleito entre Catalina Ponce de León, su prima hermana e hija natural del III conde de Bailén, y el duque de Arcos, quien mediante sentencia favorable en 21 de julio de 1625, heredó el título y el señorío de Bailén se reincorporó al estado de Arcos.
- Rodrigo Ponce de León y Álvarez de Toledo (Marchena, 2 de enero de 1602-ibid, 1658), V conde de Bailén, IV duque de Arcos, VII marqués de Zahara, señor de Marchena, de Villagarcía, comendador de Ceclavín en la Orden de Alcántara.  Era hijo de Luis Ponce de León y Zúñiga, VI marqués de Zahara, y de Victoria Álvarez de Toledo y Colonna.[17]

Se casó en Lucena el 31 de marzo de 1609 con Ana Francisca de Córdoba y Aragón, hija de Enrique de Aragón y Córdoba, ducado de duque de Cardona y de Segorbe. Le sucedió su hijo:
- Francisco Ponce de León y Fernández de Córdoba, VI conde de Bailén, V duque de Arcos, IX marqués de Zahara y V conde de Casares.[18]

Se casó tres veces: con Victoria de Colonna y Toledo, on Juana de Toledo y con Mariana de Velasco.  Sin sucesión de ninguno de sus matrimonios. Le sucedió su hermano.
- Manuel Ponce de León (1630/1633-1693),[11] VII conde de Bailén,[18] VI conde de Casares, VI duque de Arcos y X marqués de Zahara.[19]

Se casó en 1666 con María de Guadalupe de Lencastre y Cárdenas Manrique, IX duquesa de Maqueda, V duquesa de Aveyro y X marquesa de Elche. Le sucedió su hijo:
- Joaquín Ponce de León y Lencastre (1666-1729), VIII conde de Bailén,[21] conde de Casares, duque de Arcos, marqués de Zahara, duque de Maqueda, duque de Nájera,marqués de Montemayor, duque de Arcos, marqués de Zahara[11] y comendador mayor de la Orden Calatrava.[21]

Se casó en primeras nupcias en 1683 con Teresa Enríquez de Cabrera y Toledo, marquesa viuda del Carpio (m. 1716). Contrajo un segundo matrimonio en Madrid, el 9 de octubre de 1717 con María Ana de Spínola y de la Cerda, hija del milanés Felipe Antonio Spínola, IV marqués de los Balbases. Le sucedió su hijo del segundo matrimonio:
- Joaquín Cayetano Ponce de León y Spínola de la Cerda (m. Bolonia, 1743) IX conde de Bailén, VIII duque de Arcos, XII marqués de Zahara, VIII conde de Casares, XI duque de Maqueda, etc.  No tuvo sucesión de su esposa, María Teresa de Silva y Mendoza. Le sucedió su hermano:[21]

- Manuel Ponce de León y Spínola de la Cerda (Madrid, 1719-1744), X conde de Bailén, IX duque de Arcos, XIII marqués de Zahara, IX conde de Casares, XII duque de Maqueda. Falleció soltero sin descendencia.  Le sucedió su hermano:[21]

- Francisco Ponce de León Spínola de la Cerda (m. 1763), XI conde de Bailén, X duque de Arcos, XVI marqués de Zahara, X conde de Casares, XIII duque de Maqueda, etc. y señor de varios lugares.[11][21]  No hubo descendencia de su matrimonio con María del Rosario Fernández de Córdoba y Moncada.  Le sucedió su hermano:[21]

- Antonio Ponce de León Spínola de la Cerda (baut. iglesia de San Ginés, Madrid, 13 de octubre de 1726-Aranjuez, 13 de diciembre de 1780),[22] XII conde de Bailén desde 1744 hasta 1789,[23], caballero de la Orden del Toisón de Oro, gentilhombre de cámara de S.M., teniente general de sus ejércitos y capitán de la Compañía Española de los Reales guardias de Corps,[23] XI duque de Arcos, XV marqués de Zahara, XI conde de Casares, etc.  Se casó en 1778 con Mariana de Silva y Meneses, hija del XIV conde de Cifuentes y su segunda esposa María Bernarda González de Castejón.

Al no tener descendencia ninguno de los hermanos, los títulos pasaron a los descendientes de María Ponce de León y Aragón, su tía abuela, hija de Rodrigo Ponce de León y Álvarez de Toledo, V conde de Bailén, y su esposa Ana Francisca de Córdoba y Aragón. María había casado con Francisco de Borja y Centelles, IX duque de Gandía. Un hijo de este matrimonio, Pascual de Borja-Centelles y Ponce de León, se casó con Juana Fernández de Córdoba, padres, entre otros, de Ignacia de Borja Centelles y Fernández de Córdoba, casada con Antonio Alfonso Pimentel. Hijo de este matrimonio fue Francisco Alfonso Pimentel y de Borja-Centelles, que en segundas nupcias se casó con María Faustina Téllez-Girón y Pérez de Guzmán, padres de la XIII condesa de Bailén:
- María Josefa Pimentel y Téllez-Girón (1752-5 de octubre de 1834), XIII condesa de Bailén, princesa de Anglona, princesa de Esquilache, duquesa de Arcos, duquesa de Béjar, XV duquesa de Benavente,[26] duquesa de Gandía, etc.[11]

Se casó el 29 de diciembre de 1771 con su primo hermano, Pedro de Alcántara Téllez-Girón y Pacheco, IX duque de Osuna (Madrid, 8 de agosto de 1755-ibid. 7 de enero de 1807. Le sucedió su nieto:
- Pedro de Alcántara María Tomás Tellez-Girón y Beaufort (m. 29 de agosto de 1844), XIV conde de Bailén, XI (Duque de Osuna[26] y del Infantado).

Le sucedió su hermano.
- Mariano Francisco Tellez-Girón y Beaufort (Madrid, 19 de julio de 1814-Beauraing, Bélgica, 2 de junio de 1882), XV conde de Bailén por real ejecutoría de la reina Isabel II[28][27][29] XII duque de Osuna.[26] Murió sin sucesión.

- Luis María de Carvajal y Melgarejo (Madrid, 12 de octubre de 1871-ibíd. 9 de julio de 1937), XVI conde de Bailén, III duque de Aveyro, (por rehabilitación a su favor en 1917), XII marqués de Puerto Seguro, XI marqués de Goubea, XII conde de Portalegre (por rehabilitación a su favor en 1917), I conde de Cabrillas, gentilhombre grande de España con ejercicio y servidumbre del rey Alfonso XIII.[30]

Contrajo matrimonio el 26 de noviembre de 1895 con María del Carmen Santos-Suárez y Guillamas, VI marquesa de las Nieves, hija de Jacinto Santos-Suárez y Carrió y de María del Pilar Guillamas y Piñeyro. Le sucedió su hija:
- María del Pilar de Carvajal y Santos-Suárez, XVII condesa de Bailén .

Se casó con Carlos Arcos Cuadra (m. 20 de abril de 1964), ministro plenipotenciario, gentilhombre de cámara de S.M. el rey Alfonso XIII, gran cruz del Mérito Civil. Le sucedió su hijo:
- Santiago Arcos y Carvajal, XVIII conde de Bailén,[32] Gentilhombre de cámara con ejercicio del Rey Alfonso XIII.

Contrajo matrimonio en abril de 1956 con Christina von Haartman y Segerberg, hija del coronel Carl von Haartman. Le sucedió su hijo:
- Santiago Arcos y Von Haartman, XIX conde de Bailén[34]